# Circonscription de Fairfax
La circonscription de Fairfax est une circonscription électorale fédérale australienne dans le Queensland. Elle a été créée en 1984 et porte le nom de Ruth Fairfax, qui fut la fondatrice de Country Women's Association. 
Elle est située dans la région de la Sunshine Coast au nord de Brisbane et comprend les villes de Coolum, Maroochydore, Buderim, Nambour, Montville, Kenilworth et Eumundi. Depuis les années 1990, elle est un siège assuré pour le Parti libéral quoique les écarts de voix se réduisent. En 2013, toutefois, Clive Palmer, fondateur du parti PUP (considéré comme conservateur), remporte ce siège. Il ne se représente pas en 2016 et le Parti Libéral retrouve la direction de ce siège. 

## Représentants
| Nom           | Parti                  | Période de mandat |
| ------------- | ---------------------- | ----------------- |
| Evan Adermann | National               | 1984–1990         |
| Alex Somlyay  | Libéral                | 1990-2010         |
| Alex Somlyay  | Libéral national       | 2010–2013         |
| Clive Palmer  | Parti unifié de Palmer | 2013–2016         |
| Ted O'Brien   | Libéral national       | 2016–en cours     |

## Résultats des élections
| Parti                            | Parti                        | Candidat                     | Voix    | %     | ±     |
| -------------------------------- | ---------------------------- | ---------------------------- | ------- | ----- | ----- |
|                                  | Libéral national             | Ted O'Brien (en)             | 46 551  | 44,91 | −4,71 |
|                                  | Travailliste                 | Sue Ferguson                 | 22 662  | 21,86 | +0,38 |
|                                  | Verts                        | Sue Etheridge                | 13 862  | 13,37 | +0,78 |
|                                  | Une nation                   | Nikki Civitarese             | 6 798   | 6,56  | −1,29 |
|                                  | UAP                          | Lisa Khoury                  | 6 132   | 5,92  | +2,86 |
|                                  | AJP                          | Tash Poole                   | 2 182   | 2,10  | +2,10 |
|                                  | IMOP                         | Wendy Hazelton               | 1 997   | 1,93  | +1,93 |
|                                  | Indépendant                  | Barry Smith                  | 1 423   | 1,37  | +1,37 |
|                                  | Grand australien             | Craig White                  | 1 319   | 1,27  | +1,27 |
|                                  | Indépendant                  | Sinim Australie              | 733     | 0,71  | −0,64 |
| Total des suffrages exprimés     | Total des suffrages exprimés | Total des suffrages exprimés | 103 659 | 94,47 | +0,90 |
| Votes nuls                       | Votes nuls                   | Votes nuls                   | 6 066   | 5,53  | −0,90 |
| Participation                    | Participation                | Participation                | 109 725 | 88,99 | −2,45 |
| Résultat de préférence bipartite |                              |                              |         |       |       |
|                                  | Libéral national             | Ted O'Brien (en)             | 61 108  | 58,95 | −4,49 |
|                                  | Travailliste                 | Sue Ferguson                 | 42 551  | 41,05 | +4,49 |
|                                  | Libéral national retenir     | Libéral national retenir     | Swing   | −4,49 |       |